# Ціллі-Адад
Ціллі-Адад — цар Ларси, імовірно, онук Нур-Адада.

## Правління
Прийшов до влади в результаті перевороту, що відбувся після смерті Сін-ікішама. Він не мав титулу царя, а називав себе тільки енсі Ура, Ларси, Лагаша й Куталлу.
1834 року до н. е. Ларсу захопив вождь аморейського племені ямутбала Кудурмабуг, який поставив на престол свого сина Варад-Сіна.